# Zloději času (film, 2002)
Zloději času (anglicky Clockstoppers) je americký dobrodružný sci-fi film z roku 2002 režírovaný Jonathanem Frakesem.

## Děj
Zak Gibbs objeví v hodinkách svého otce, doktora Gibbse, zařízení, které umí zastavit čas. O hodinky ale stojí ještě jiný vědec. Zak zjistí, že jeho otec byl unesen a s pomocí kamarádky Francesky mu pomohou.

## Obsazení
| Jesse Bradford                          | Zak Gibbs                      |
| French Stewart                          | Dr. Earl Dopler                |
| Michael Biehn                           | Henry Gates                    |
| Garikayi Mutambirwa                     | Meeker                         |
| Robin Thomas                            | Dr. Gibbs                      |
| Julia Sweeney                           | Jenny Gibbs                    |
| Lindze Letherman                        | Kelly Gibbs                    |
| Paula Garcés                            | Francesca                      |
| Ken Jenkins                             | agent NSA Moore                |
| Jason Winston George                    | Richard                        |
| Melanie Mayron                          | noční vedoucí                  |
| Jonathan Frakes (neuveden v titulcích)  | kolemjdoucí                    |
| Billy Mayo                              | agent společnosti Quantum Tech |
| Miko Hughes                             | mladý Dopler                   |
| Jenette Goldstein                       | doktorka                       |
| Linda Kim                               | Jay                            |
| Esperanza Catubig                       | prodavačka vstupenek           |
| Jennifer Manley                         | bezpečnostní zaměstnankyně     |
| Scott Thomson                           | turista                        |
| Deborah Rawlings                        | turistka                       |
| Jodie Milks                             | jistý prodejce                 |
| Brad 'Chip' Pope                        | zmatený prodejce               |
| Tony Abatemarco                         | administrátor                  |
| Oanh Nguyen                             | promující student              |
| Andrew James Armstrong                  | skateboardista                 |
| Rachel Arieff                           | prodavačka                     |
| Joey Simmrin                            | Rick Ditmar                    |
| Finneus Egan                            | kamarád Ditmara                |
| Pamela Dunlap                           | zástupkyně ředitele            |
| Tom Parks                               | detektiv                       |
| Jeff Ricketts                           | poručík Meyers                 |
| Larry Carroll                           | hlasatelka                     |
| Caroline Fogarty                        | pracovnice na lince            |
| Joel Huggins                            | Nerdy Convention Vendor        |
| Jon Alan Lee                            | Nerdy Convention Vendor        |
| Colin McClean                           | ochranka Quantum Techu         |
| Darius Boorn                            | technik Quantum Techu          |
| Eric Nathaniel Brown                    | technik Quantum Techu          |
| Gina Hecht                              |                                |
| Eric Baugh                              | zaměřovač                      |
| Dwight Armstrong                        | chlapec s kroužkem v nose      |
| Funkmaster Flex                         | velký Mike                     |
| Eric Lichtenberg (neuveden v titulcích) | cestující                      |
| Nikki Martinez (neuveden v titulcích)   | Sunshine                       |
| Numa Perrier (neuveden v titulcích)     | laborantka                     |
| Gary Rodriguez (neuveden v titulcích)   | kvalitář                       |
| Sean A. Rosales (neuveden v titulcích)  | skateboardista                 |